# Buiten (Aldiss)
Buiten (Engels: Outside) is een relatief kort sciencefictionverhaal van Brian Aldiss. Onderwerp is de ontvangst van buitenaardse wezens.

## Het verhaal
Het verhaal speelt zich af in een niet nader omschreven toekomst. De Aarde is in oorlog (geweest) met Nititië. De Nititianen hebben de eigenschap, dat ze zich uiterlijk kunnen voortdoen als mensen. Het Militair instituut voor de bestudering van niet-mensen heeft daarom een ruimte tot haar beschikking om een onderscheid te kunnen forceren. De hoofdpersoon Harvey is met een mens en andere getransformeerde Nititianen opgesloten in een huis. Er is geen weg naar buiten en ze kunnen ook niet naar buiten kijken. Regelmatig worden de bewoners voorzien in hun behoeften, daarbij wordt soms schaarste dan wel luxe gecreëerd om te kijken hoe de bewoners reageren. Die bewoners vinden eigenlijk alles wel goed; ook de tijden van schaarste wordt gelaten opgenomen. Men reageert op geen enkele prikkel. Harvey pikt na verloop van tijd tot enige onrust op nadat zijn medebewoner Jagger een poging doet te verdwijnen. Achter de wand waar normaliter het voedsel wordt afgeleverd blijkt zich een gang te bevinden naar ... . De onrust neemt toe binnen Harvey en uiteindelijk besluit hij Jagger te volgen.
Hij valt daarbij meteen door de mand als Nititiaan. De Nititianen hebben hun vermomming zo ver geperfectioneerd, dat ze de mens alleen maar kunnen nadoen. De Nititianen zullen dan ook alleen actie ondernemen, als de mens van de groep actie onderneemt. Harvey vraagt zich dan meteen af, waarom hij geen initiële actie heeft ondernomen, hij blijkt Nititiaan te zijn.   